# Anna-Maria Fernandez
Anna-Maria Fernández (Torrance, 22 oktober 1960) is een tennisspeelster uit de Verenigde Staten van Amerika.
In 1978 speelde Fernández op het US Open haar eerste grandslamtoernooi, en kwam ze uit zowel op het damesenkel- als het damesdubbeltoernooi. In het enkelspel bereikte zij de derde ronde.
Fernández trouwde met tennisspeler Ray Ruffels, haar zoon Ryan Ruffels is professioneel golfspeler. Fernández' ouders komen uit Peru en Ecuador.

## Resultaten grandslamtoernooien
| Legenda | Legenda                          |
| ------- | -------------------------------- |
| g.t.    | geen toernooi gehouden           |
| l.c.    | lagere categorie                 |
| –       | niet deelgenomen                 |
| G       | uitgeschakeld in de groepsfase   |
| 1R      | uitgeschakeld in de eerste ronde |
| 2R      | uitgeschakeld in de tweede ronde |
| 3R      | uitgeschakeld in de derde ronde  |
| 4R      | uitgeschakeld in de vierde ronde |
| KF      | uitgeschakeld in de kwartfinale  |
| HF      | uitgeschakeld in de halve finale |
| F       | de finale verloren               |
| W       | het toernooi gewonnen            |
| w-v     | winst/verlies-balans             |

### Enkelspel
| toernooi        | 1978 | 1979 | 1980 | 1981 | 1982 | 1983 | 1984 | 1985 | 1986 | 1987 | 1988 |
| --------------- | ---- | ---- | ---- | ---- | ---- | ---- | ---- | ---- | ---- | ---- | ---- |
| Australian Open | –    | –    | –    | –    | –    | 1R   | –    | –    | g.t. | 1R   | 2R   |
| Roland Garros   | –    | –    | –    | –    | –    | 1R   | –    | –    | –    | 1R   | –    |
| Wimbledon       | –    | 2R   | –    | –    | –    | 1R   | 1R   | –    | 2R   | 1R   | –    |
| US Open         | 3R   | 2R   | 1R   | 1R   | 2R   | 1R   | –    | 1R   | 1R   | –    | –    |

### Vrouwendubbelspel
| toernooi        | 1978 | 1979 | 1980 | 1981 | 1982 | 1983 | 1984 | 1985 | 1986 | 1987 | 1988 | 1989 |
| --------------- | ---- | ---- | ---- | ---- | ---- | ---- | ---- | ---- | ---- | ---- | ---- | ---- |
| Australian Open | –    | –    | –    | –    | KF   | 1R   | –    | 1R   | g.t. | –    | 1R   | 1R   |
| Roland Garros   | –    | –    | –    | –    | –    | 2R   | –    | –    | 1R   | 1R   | 1R   | –    |
| Wimbledon       | –    | 2R   | –    | –    | –    | 2R   | 1R   | 1R   | 3R   | KF   | 1R   | 1R   |
| US Open         | 2R   | 1R   | 2R   | 1R   | 2R   | 1R   | 2R   | 2R   | 1R   | 1R   | 2R   | –    |

### Gemengd dubbelspel
| Australian Open | g.t. | g.t. | g.t. | –  | 1R |
| Roland Garros   | –    | –    | 2R   | –  | 2R |
| Wimbledon       | –    | –    | 1R   | –  | –  |
| US Open         | 2R   | 2R   | –    | 1R | –  |

## Palmares
| Legenda                |
| ---------------------- |
| Grandslamtoernooi      |
| Olympische Spelen      |
| Year-End Championships |
| Tier I                 |
| Tier II                |
| Tier III               |
| Tier IV & V            |

### WTA-finaleplaatsen enkelspel
| nr.              | finale     | toernooi               | ondergrond | tegenstandster | score    |
| ---------------- | ---------- | ---------------------- | ---------- | -------------- | -------- |
| gewonnen finales |            |                        |            |                |          |
| geen             |            |                        |            |                |          |
| verloren finales |            |                        |            |                |          |
| 1.               | 1978-11-12 | WTA Clearwater/Oldsmar | hardcourt  | Virginia Wade  | 4-6, 6-7 |

### WTA-finaleplaatsen vrouwendubbelspel
| nr.              | finale     | toernooi       | ondergrond    | partner          | tegenstandsters                       | score         |
| ---------------- | ---------- | -------------- | ------------- | ---------------- | ------------------------------------- | ------------- |
| gewonnen finales |            |                |               |                  |                                       |               |
| 1.               | 1984-04-29 | WTA Durban     | hardcourt     | Mareen Louie     | Cláudia Monteiro Beverly Mould        | 7-5, 5-7, 6-1 |
| 2.               | 1986-10-25 | WTA Singapore  | hardcourt (i) | Julie Richardson | Sandy Collins Sharon Walsh-Pete       | 6-3, 6-2      |
| 3.               | 1987-02-01 | WTA Auckland   | hardcourt     | Julie Richardson | Gretchen Magers Elizabeth Minter      | 4-6, 6-4, 6-2 |
| 4.               | 1987-05-02 | WTA Singapore  | hardcourt     | Julie Richardson | Barbara Gerken Heather Ludloff        | 6-1, 6-4      |
| verloren finales |            |                |               |                  |                                       |               |
| 1.               | 1984-01-29 | WTA Pittsburgh | tapijt (i)    | Trey Lewis       | Christiane Jolissaint Marcella Mesker | 6-7, 4-6      |